# Nintendo Points
I Nintendo Points (conosciuti come Wii Points al di fuori del Giappone) erano dei punti speciali, ottenibili in vari modi, che permettevano di acquistare giochi e applicazioni scaricabili da internet con le console Wii e Nintendo DSi. I punti potevano essere ottenuti principalmente tramite le Wii Points Card, delle carte prepagate contenenti 2000 Wii Points. Altri modi di acquistare i punti erano pagare con carta di credito nel Canale Wii Shop oppure scambiarli con i propri Punti Stella. Dal 26 marzo 2018, non è più possibile ottenere Wii Points dal Canale Wii Shop a causa della sua chiusura avvenuta il 31 gennaio 2019.

## Prezzo di una Wii Points Card
Una Wii Points Card da 2.000 punti era disponibile negli Stati Uniti per US$20, €24,90 in Europa o £14.99 nel Regno Unito, e AU$35 in Australia. Gli Wii Points potevano essere comperati dai rivenditori oppure direttamente online da Nintendo. Convertendo gli Wii Points in dollari statunitensi, 100 Wii Points equivalevano a un dollaro. 1.000 Wii Points in Giappone costavano esattamente ¥1.000 ($8,46). Le carte prepagate erano disponibili in Giappone in formati da 1.000, 3.000 e 5.000 Wii Points, quest'ultima abbinata a un controller classico. Nelle altre regioni, erano disponibili solo carte da 2.000 Nintendo Points. Le carte Nintendo Points erano specifiche per una regione e non trasferibili alle altre.

### Prezzi Canale Virtual Console
I prezzi base dei giochi Virtual Console dipendevano dal sistema per il quale il gioco era stato sviluppato. Alcuni giochi potevano costare più o meno del prezzo base:
| Formato originale       | Prezzo base                      |
| ----------------------- | -------------------------------- |
| NES/Famicom             | 500 Wii Points (600 in Giappone) |
| SNES/Super Famicom      | 800 punti                        |
| N64                     | 1.000 punti                      |
| Sega Genesis/Mega Drive | 800 punti (600 in Giappone)      |
| TurboGrafx-16/PC-Engine | 600 punti                        |
| Neo-Geo                 | 900 punti                        |
| MSX (Solo in Giappone)  | 800 punti                        |

### Prezzi WiiWare e DSiWare
In Europa dal 20 maggio 2008 era possibile utilizzare i Nintendo Points per scaricare software dal WiiWare, contenuto all'interno del Canale Wii Shop. I giochi avevano un costo variabile tra i 500 e 1500 Wii Points. In Giappone, era possibile scaricare giochi e applicazioni per gli stessi prezzi a partire da dicembre 2008.